# История почты и почтовых марок Брунея
История почты и почтовых марок Брунея включает развитие почтовой связи на территории Брунея, государства в Юго-Восточной Азии, в периоды нахождения его под британским протекторатом (1888—1983), оккупации времён Второй мировой войны (1942—1946) и независимости государства (с 1984). Собственные почтовые марки эмитируются с 1895 года. Бруней входит в число стран — участниц Всемирного почтового союза (ВПС; с 1916). Национальным почтовым оператором является Департамент почтовых услуг Брунея.

## Развитие почты
По информации Департамента почтовых услуг Брунея, он был основан 22 июля 1859 года.
Первоначально вся почтовая связь в Брунее осуществлялась через Лабуан примерно до 1888 года, когда Султанат Бруней перешёл под протекторат Великобритании. Около 1893 года в Брукетоне (англ. Brooketon; ныне Муара) было открыто почтовое отделение, подчинявшееся саравакскому правительству. Через это отделение до начала 1907 года осуществлялось ежемесячное почтовое обслуживание в столицу Саравака Кучинг и обратно. Первое известное почтовое отправление имеет марку Саравака и погашено почтовым штемпелем Брукетона от 24 апреля 1894 года. Встречаются и другие экземпляры саравакских марок, погашенных в Брукетоне в течение этого периода.
Почтовая служба султаната была организована в 1895 году, с одновременным открытием первого почтового отделения в стране. Корреспонденцию из Брунея в Саравак и на остров Лабуан доставляли на личной яхте султана, а для франкирования почтовых отправлений употребляли марки Лабуана или Саравака.
После вступления в силу нового «Договора о дружбе» (Treaty of Friendship) и усиления британского протектората английский управляющий (резидент) учредил первое почтовое отделение, которое было открыто 11 октября 1906 года в городе Брунее (с 1970 года — Бандар-Сери-Бегаван). Будучи под протекторатом, Бруней стал членом ВПС 1 января 1916 года, но фактически брунейские почтовые марки признавались в международном почтовом обращении уже с 1906 года.
После обретения независимости Бруней был повторно принят в ряды стран — членов ВПС 15 января 1985 года. За организацию и развитие почтового сектора в государстве отвечает Департамент почтовых услуг Брунея, который с 1984 года является подразделением Министерства связи.

## Выпуски почтовых марок

### Колониальный период

#### Первые марки
Первыми почтовыми марками Брунея были марки серии 1895 года «Звезда и полумесяц», которые долгое время считались фальшивыми, но впоследствии были признаны подлинными, хотя и использовавшимися только для оплаты пересылки почтовых отправлений в пределах государства, на Саравак и Лабуан.
Эта серия состояла из марок 10 номиналов (от ½ до 1 доллара) с изображением реки, пальмы и звезды. Надписи на марках были сделаны на английском и малайском языках. Весь тираж серии был в основном распродан в Великобритании, а сама серия отсутствует во многих каталогах марок.

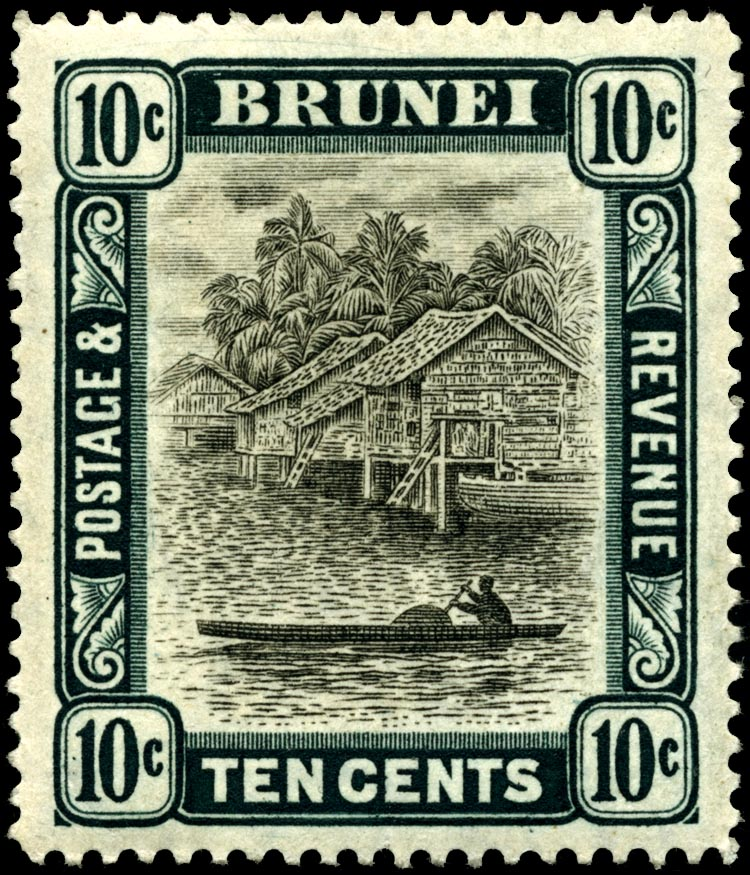
Почтовая марка Брунея номиналом в 10 центов,
1907

#### Последующие эмиссии
В 1907 году в обращение поступили марки с изображением лодки на реке и дома на сваях (11 номиналов). Эти марки переиздавались до 1951 года. Это один из самых долгоживущих рисунков марок в мире (использовался 45 лет). В 1924 серия была дополнена маркой с новым рисунком — гавань Бруней и свайные постройки.
11 октября 1906 года в почтовое обращение поступили стандартные марки острова Лабуана с надпечаткой англ. «BRUNEI» («Бруней»). Эта серия включала 12 номиналов, причём на лабуанских марках в 1, 3 и 8 центов был сохранён прежний номинал, а на остальных были надпечатаны новые номиналы. Тираж марок составлял от 2 до 20 тысяч штук.

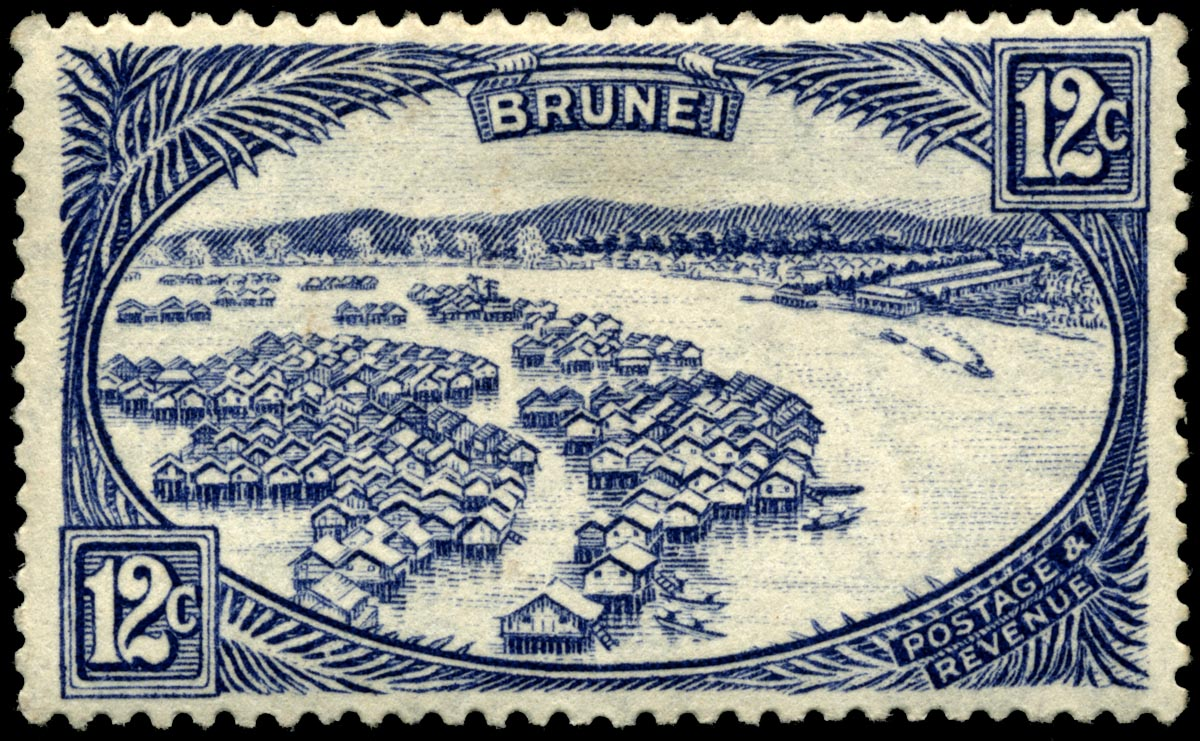
Почтовая марка Брунея номиналом в 12 центов, 1924

В 1907 году вышла серия оригинальных марок с надписью «Brunei Postage & Revenue» («Бруней. Почтовый и гербовый сбор»), на которых был дан один и тот же рисунок — лодка на реке Бруней на фоне традиционной свайной постройки местных жителей. Серия состояла из 11 номиналов и неоднократно переиздавалась, оставаясь в обращении, по разным источникам, до 1948, 1949 или 1951 года. Таким образом, этот рисунок считается одним из самых долгоживущих в мире почтовых марок, будучи использованным на протяжении 45 лет. В 1924 году к данной серии была добавлена марка номиналом в 12 центов, с изображением гавани Бруней и домов на сваях (SG #74). Часть стандартных марок, изданных в 1907—1951 годах, имеет надпечатку «Specimen» («Образец»).
Первые памятные марки Брунея увидели свет в 1922 году и были приурочены к Малайской технической выставке в Сингапуре, проводившейся 28 марта — 4 апреля 1922 года. Они представляли собой марки стандартной серии — девяти номиналов (от 1 цента до 1 доллара), на которых в четыре строки была воспроизведена надпечатка «Malaya Borneo Exhibition 1922» («Выставка Малайи — Борнео 1922»).

#### Послевоенные выпуски
По окончании Второй мировой войны почтовые марки Брунея были восстановлены в обращении начиная с 2 января 1947 года. Первая послевоенная серия выходила в 1947—1951 годах и содержала стандартные марки в новых цветах и с дополнительными номиналами.
В 1949 году была эмитирована серия памятных марок в честь 25-летия правления султана Ахмеда Таджудина. В том же году Бруней выпустил почтовые марки, посвящённые 75-летию основания Всемирного почтового союза в рамках омнибусного выпуска Британского содружества наций.
В 1952 году была выпущена новая серия стандартных марок с изображением султана Омара Али Сайфуддина и свайных построек. Она была ещё одной, остававшейся в обращении долгое время (до 1972 года).
По данным Л. Л. Лепешинского, всего в течение 1906—1963 годов Брунеем было эмитировано 114 почтовых марок.
Среди различных коммеморативных выпусков послевоенного периода можно также отметить марки по случаю 100-летия Международного союза электросвязи, переименования города Бруней в Бандар-Сери-Бегаван, основания Брунейской авиакомпании, а также других юбилеев и памятных дат. Первый брунейский блок появился в 1978 году.
По информации Н. И. Владинца, до 1 января 1981 года Бруней выпустил небольшое количество знаков почтовой оплаты — около 240 марок и два блока.

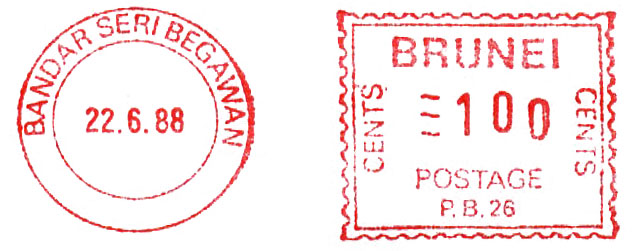
Франкотип независимого Брунея номиналом в 1 доллар (1988)

### Независимость
Провозглашение независимости Брунея 1 января 1984 года ознаменовалось выпуском памятных марок и почтовых блоков. Издание стандартных и памятных почтовых марок Брунея продолжается по настоящее время.

## Оккупационные выпуски

### Японская оккупация

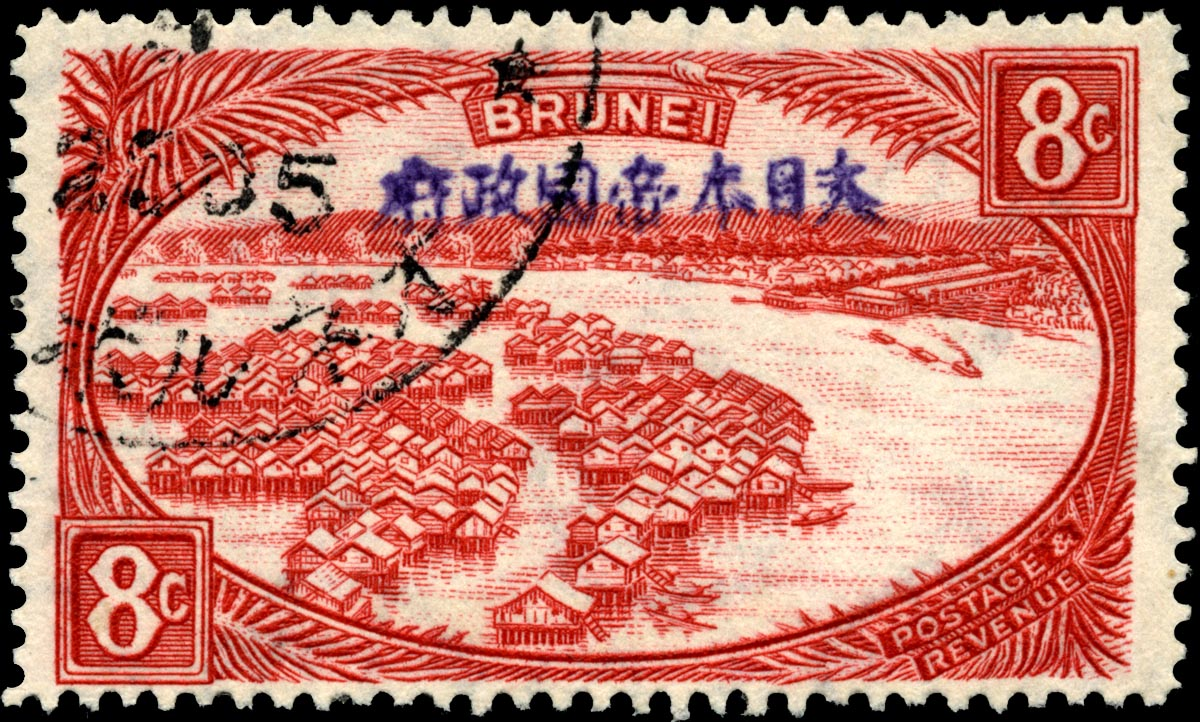
Почтовая марка периода японской оккупации Брунея, 1942

Во Вторую мировую войну Бруней был полностью оккупирован японской армией в январе 1942 года и был освобождён в июне 1945 года. Во время оккупации в обращении использовались сохранившиеся запасы почтовых марок Брунея (как с надпечатками, так без надпечаток), а также почтовые марки Японии. Текст ручных надпечаток на оккупационных марках в 1943—1945 годов гласил (на японском языке): «Императорское японское правительство»; выполнены они были разными красками — от синей до фиолетовой, а также чёрной и красной. При этом марки номиналами в 2 (оранжевая), 8 (красная) и 15 центов (ультрамариновая) без надпечаток не издавались. В 1944 на марке достоинство в 1 цент была нанесена японская надпечатка красно-оранжевого цвета в четыре строки «Императорская японская почтовая служба», с указанием стоимости (3 доллара) японскими иероглифами.
Эти же марки были в обращении также на острове Лабуан, в Северном Борнео и Сараваке до освобождения этих территорий от оккупантов. Всего вышло 20 таких оккупационных почтовых марок. Кроме того, марки времён японской оккупации Северного Борнео и Саравака применялись и на территории Брунея.

### МаркиBMA
После освобождения Брунея от японских оккупантов здесь использовались почтовые марки Северного Борнео и Саравака с надпечаткой «BMA» (сокращённо от «British Military Administration» — «Британская военная администрация»).